# 田村聡
田村 聡（たむら さとし、1965年1月28日 - ）は、東京都立川市生まれの登山家・山岳アスリート。生まれながらの全ろう者（聴覚障害者）である。

## 来歴
山好きの父親と大学山岳部出身の伯父に影響され、13歳で登山を始める。学生時代から社会人山岳会「東京ろうあ者山の会」に所属し、ろう者としての登山技術を学び、山スキーの技術も磨いた。16歳で免許を取ったバイクではパリ・ダカールラリー参戦経験も持っており、HONDA XR400Rを駆るもリタイヤとなった。またアルペンスキー競技では四年に一度のろう者の国際競技会であるデフリンピックにも日本代表として出場している。
1980年に重広恒夫・尾崎隆によるエベレストの北壁初登頂を報せる新聞記事を見て、「いつかはエベレストに登頂したい」と望みを抱く。2014年と2015年に挑戦するが、悪天候やネパール地震により撤退を余儀なくされた。しかし2016年に三度目の挑戦でろう者初の登頂を果たした。
ろう学校・専門学校を卒業し会社勤めをしていたが、長期休暇を取るのが難しいことから退社。以降、家業の不動産業に従事しながらトレーニングに励んでいる。
2017年1月、聴覚障碍者として社会貢献が著しい人物を表彰する櫻内義雄賞を受賞。
2019年には日本ハング・パラグライディング連盟のPGクロスカントリー技能証(パイロットのXC証）を取得している。
2021年、東京オリンピック ・パラリンピック競技大会組織委員会より東京パラリンピックの聖火ランナーに選出された。コロナ禍の終息と五輪の成功を祈念し、8月21日に走行予定であったが、緊急事態宣言の延長を受けて公道走行によるリレーは中止(国立市、日野市、立川市、東大和市、国分寺市)。8月22日に行われた点火セレモニーに参加した。

## 記録
- 1991年4月(26歳) ヨーロッパ オートルート（シャモニ～ツェルマット 山スキー4泊5日走破）
- 1999年
  - 3月(34歳) 第14回冬季デフリンピック(スイス)アルペンスキー競技日本代表
  - 6月(34歳) ラリーレイドモンゴル1999(二輪)8日間、約4000km　ろう者初完走
- 2000年8月(35歳) 日本100名山登山全山登頂
- 2002年
  - 1月(36歳) パリ・ダカールラリー二輪出場
  - 4月(36歳) TOUR DE NIPPON 2002　9位入賞
  - 8月(37歳) モンブラン(4,810m) 登頂
- 2003年
  - 3月(38歳) 第15回冬季デフリンピック(スウェーデン)アルペンスキー競技日本代表
  - 4月(38歳) THE 2ND TOUR DE NIPPON(SW)　総合11位、OVER38クラス3位
  - 7月(38歳) THE 2ND TOUR DE NIPPON(NE)　総合9位、OVER38クラス3位
- 2005年9月(40歳) ファラオラリー2005二輪出場[10]
- 2007年
  - 5月(42歳) ヒマラヤ アイランド・ピーク(6,160m) 登頂
  - 10月(42歳) チョ・オユー(8,201m)登頂。ろう者初登頂[11][12]
  - 11月(42歳) 日本200名山登山全山登頂 ろう者初[13]
- 2010年5月(45歳) 北岳バットレス・ヒドンガリー(最大斜度55度・標高差870m)単独スキー滑降　ろう者初
- 2011年7月(46歳) 第２回世界ろう者オリエンテーリング選手権大会日本代表[14]
- 2012年
  - 8月(47歳) トランスジャパンアルプスレース(距離415km)出場[15]
  - 10月(47歳) オリエンテーリングアジア大会M45クラス優勝[16]
- 2013年9月(48歳) Tor des Geants(イタリア) 出場 完走[17]
- 2014年5月(49歳) エベレストに挑戦、7,950m地点まで到達。悪天候のためC2で登頂断念[18]
- 2015年5月(50歳) エベレストへの二度目の挑戦、6,300m地点まで到達。ネパール大地震により登山中止
- 2016年6月(51歳) エベレストへの三度目の挑戦、ろう者初登頂
- 2017年1月(51歳) オホス・デル・サラード(6,893m)登頂、アコンカグア(6,960m)登頂
- 2018年(53歳) 
  - 2月 キリマンジャロ(5,895m)、バティアン(5,299m)登頂。バティアンはろう者初登頂
  - 3月 コジオスコ（登山口までメリンブラから自転車走行2日間、約230キロ、獲得標高 約4000m）、タウンゼント(2,209m)登頂
  - 8月28日 ディフタウ(5,204m)、9月1日 エルブルス(5,642m)連続登頂。ディフタウはろう者初登頂[19]
- 2019年(54歳)
  - 7月 14-15日 天草Xアスロンに初参戦[20]。マウンテンバイク 12位、トレイルラン・パラグライダー11位
  - 8月 富士山頂から太平洋手前までの約26kmをパラグライダーで飛行。ろう者初

- 2021年6月(56歳) 日本301名山登山全山登頂 ろう者初

- 2023年5月(58歳) 山梨百名山全山登頂